# Cách mạng Mông Cổ 1921
Cách mạng Mông Cổ 1921 (tiếng Mông Cổ: Ардын хувьсгал), còn gọi là Cách mạng Dân chủ 1921, Cách mạng Ngoại Mông 1921, là một sự kiện quân sự và chính trị do những nhà cách mạng Mông Cổ tiến hành với sự giúp đỡ của Hồng quân Liên Xô. Cuộc cách mạng đẩy lui Bạch vệ Nga ra khỏi Mông Cổ, và thành lập nước Cộng hòa Nhân dân Mông Cổ vào năm 1924. Mặc dù độc lập trên danh nghĩa nhưng nước Cộng hòa Nhân dân Mông Cổ là một quốc gia vệ tinh của Liên Xô cho đến năm 1990. Cuộc cách mạng đã kết thúc thời kỳ Trung Quốc chiếm đóng Ngoại Mông bắt đầu từ năm 1919.

## Mở đầu
Trong khoảng hai thế kỷ, triều đình Đại Thanh thi hành một chính sách tách biệt các dân tộc phi Hán tại vùng biên thùy với người Hán. Tuy nhiên, đến cuối thế kỷ 19, Đại Thanh phải đối diện với viễn cảnh bị các cường quốc Tây phương và Nhật Bản xâu xé, mỗi thế lực lại cạnh tranh để giành phạm vi ảnh hưởng cho mình tại đây. Tại vùng biên giới phía bắc, triều Thanh nhận định đế quốc Nga là mối đe dọa lớn nhất đối với toàn vẹn lãnh thổ của mình. Nhằm đối phó, triều đình Thanh thông qua một chính sách khác biệt là Tân chính, theo đó kêu gọi Hán hóa Mông Cổ bằng những người Hán định cư, khai thác tài nguyên tự nhiên của Mông Cổ, huấn luyện quân sự, và giáo dục.
Nhiều người Mông Cổ nhìn nhận "Tân chính" như một mối đe dọa lớn đến phương thức sinh hoạt truyền thống của họ, vốn là điều được thỏa thuận khi họ công nhận quyền uy của các hoàng đế Đại Thanh, và bắt đầu tìm kiếm độc lập. Trong tháng 7 năm 1911, một nhóm quý tộc Khalkha (Khách Nhĩ Khách) thuyết phục Jebtsundamba Khutuktu, người đứng đầu Phật giáo Mông Cổ, rằng Mông Cổ cần phải tuyên bố độc lập khỏi triều Thanh. Họ chấp thuận phái một đoàn nhỏ đến Nga để giành sự giúp đỡ về việc này.
Tháng 10 năm 1911, Cách mạng Tân Hợi nổ ra tại Trung Quốc bản thổ, các tỉnh lần lượt tuyên bố độc lập khỏi triều Thanh. Ngày 1 tháng 12 năm 1911, Ngoại Mông tuyên bố độc lập, và thiết lập một chế độ thần quyền dưới sự lãnh đạo của Jebtsundamba Khutuktu. Ngày 29 tháng 12, ông được tấn phong là Bogd Khaan (Bác Khắc Đa Hãn) của Mông Cổ. Sự kiện này mở ra kỷ nguyên Bogd Khaan kéo dài cho đến năm 1919.

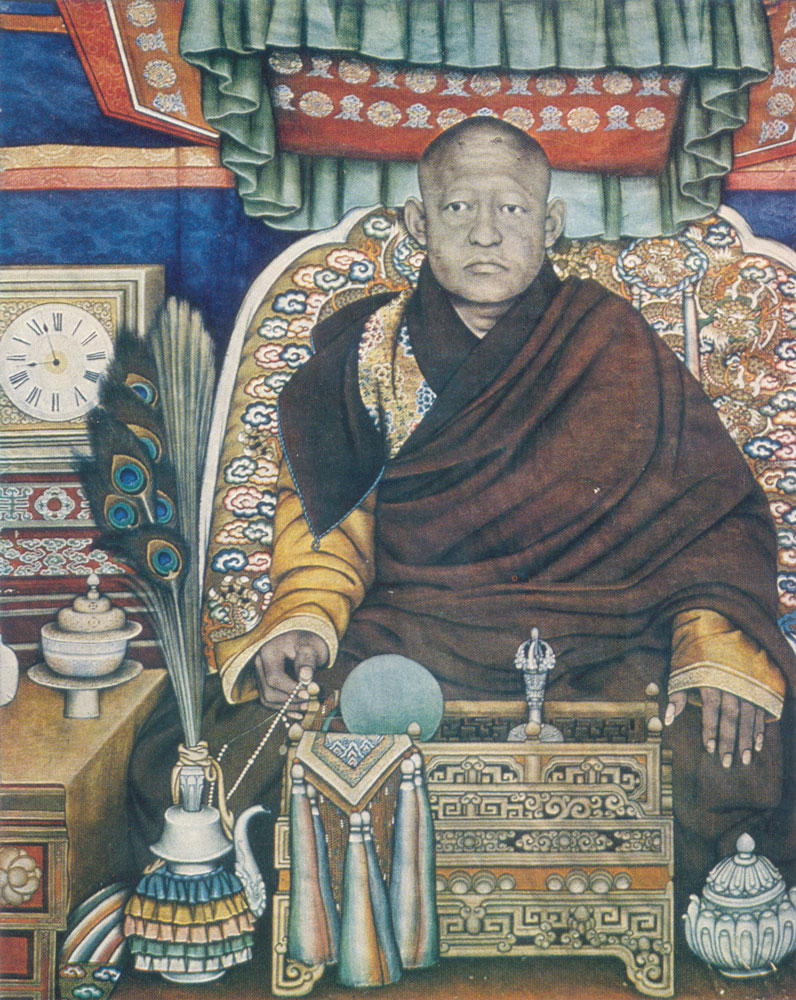
Bogd Khan

Chính phủ Mông Cổ mới là một sự kết hợp của thần quyền Phật giáo, tập quán của triều Thanh, và thực tiễn chính trị Tây phương trong thế kỷ 20. Bogd Khaan đảm nhiệm quyền lực của các hoàng đế Đại Thanh trong quá khứ, các quý tộc Mông Cổ nay triều cống cho ông thay vì hoàng đế Đại Thanh; và Bogd Khaan đảm nhiệm quyền phong chức tước cho các quý tộc. Quốc gia mới này cũng phản ánh nguyện vọng của người Mông Cổ muốn quốc gia của họ được hiện đại hóa, họ thiết lập một quốc hội gồm hai viện, một chính phủ với 5 bộ trưởng, và một quân đội quốc gia.
Trên mặt trận ngoại giao, từ năm 1912 đến 1915 người Mông Cổ hoạt động tích cực để giành được công nhận quốc tế cho một quốc gia liên Mông Cổ. Về phần mình, Trung Hoa Dân Quốc nỗ lực tái lập chủ quyền đối với Ngoại Mông. Nga từ chối ủng hộ độc lập đầy đủ cho Mông Cổ, cũng như chấp thuận khôi phục chủ quyền của Trung Quốc. Vấn đề được giải quyết theo Hiệp ước Kyakhta (1915) ba bên, quy định quyền tự trị của Mông Cổ trong Trung Quốc và cấm chỉ Trung Quốc phái quân đến Mông Cổ, song cả Trung Quốc và Mông Cổ đều bất mãn với hiệp ước này.

## Bãi bỏ quyền tự trị
Cách mạng Nga năm 1917 và Nội chiến Nga một năm sau đó đã biến đổi động lực giữa Mông-Hoa. Nhằm phản ứng trước những tin đồn về một cuộc xâm chiếm sắp tới của Bolshevik, và cũng do được "biện sự đại viên" của Trung Quốc tại Khố Luân (Urga, nay là Ulaanbaatar) khuyến khích, người Mông Cổ thỉnh cầu trợ giúp quân sự từ Trung Quốc vào mùa hè năm 1918 (khoảng 200 đến 250 binh sĩ đến vào tháng 9). Trên thực tế, việc xâm chiếm không diễn ra, do vậy chính phủ của Bogd Khaan đề nghị triệu hồi các binh sĩ này. Chính phủ Bắc Kinh từ chối, nhìn nhận hành động vi phạm Hiệp ước Khyakhta này là bước đi đầu tiên nhằm khôi phục chủ quyền của Trung Quốc đối với Mông Cổ.
Đầu năm 1919, một tướng Bạch vệ Nga là Grigori Semyonov tập hợp một nhóm người Buryat và người Nội Mông Cổ tại Siberia nhằm hình thành một quốc gia liên Mông Cổ. Người Khalkha được mời gia nhập, song họ từ chối. Semyonov đe dọa về một cuộc xâm chiếm nhằm buộc người Khalkha phải tham gia, mối đe dọa này kích động các thân vương, họ nhận thấy đang có một cơ hội lớn hơn: chấm dứt cai trị thần quyền. Tháng 8, Ngoại trưởng Mông Cổ tiếp xúc với Trần Nghị với một thông điệp từ "các đại diện của bốn bộ" (tức là người Khalkha) với một thỉnh cầu về trợ giúp quân sự chống lại Semyonov. Có lẽ quan trọng hơn là nó gồm có một tuyên bố rằng người Khalkha nhất trí đề nghị bãi bỏ quyền tự trị và khôi phục hệ thống như của triều Thanh trước đây.
Các cuộc đàm phán bắt đầu ngay lập tức với sự tham dự của các đại diện của Bogd Khaan. Đến tháng 10, Trần Nghị và các thân vương Mông Cổ thỏa thuận về một bộ các điều kiện, "64 điểm", tái lập trên thực tế hệ thống chính trị và hành chính. Các điểm được đệ trình lên Quốc hội, thượng viện tán thành song hạ viện thì không Tuy nhiên, thượng viện thắng thế giống như toàn bộ các vấn đề khác đệ trình lên Quốc hội trước đó, và Trần Nghị gửi bản thảo các điều khoản đến Bắc Kinh. Bogd Khaan phái một đoàn lạt ma đến Bắc Kinh với một thư viết rằng nhân dân Mông Cổ không muốn bãi bỏ quyền tự trị. Ông viết rằng điều này đều là thủ đoạn của Trần Nghị, và thỉnh cầu triệu hồi Trần Nghị. Tuy nhiên, chính phủ Trung Quốc không quan tâm đến việc có sự nhất trí tại Ngoại Mông về quyền tự trị hay không. Các điểm được đệ trình lên Quốc hội Trung Quốc, và được phê chuẩn vào ngày 28 tháng 10.

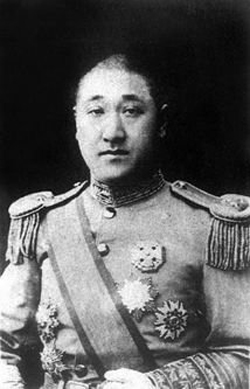
Từ Thụ Tranh

Những chính sự diễn ra sau đó tại Trung Quốc làm thay đổi lịch sử Mông Cổ về căn bản. Chính phủ Bắc Kinh chịu sự kiểm soát của một hệ quân phiệt mang tên "Hoản hệ" do Đoàn Kỳ Thụy đứng đầu, bị công chúng chỉ trích do thất bại trong vấn đề Sơn Đông tại Hội nghị hòa bình Paris. Tháng 6 năm 1919, một thành viên nổi bật của Hoản hệ là Từ Thụ Tranh được bổ nhiệm làm "Tây Bắc trù biên sứ" kiêm "Tây Bắc biên phòng quân tổng tư lệnh", là quan chức cao cấp về quân sự và dân sự tại Ngoại Mông. Trước đó, trong tháng 4, Từ Thụ Tranh đệ trình một kế hoạch lên chính phủ Bắc Kinh nhằm tái thiết toàn thể xã hội và kinh tế của Ngoại Mông, trong đó có đề xuất rằng để người Hán đến định cư và khuyến khích liên hôn giữa người Hán và người Mông Cổ nhằm "biến đổi phong tục của người Mông Cổ".
64 Điểm của Trần Nghị đảm bảo cho Mông Cổ một loại hình tự trị, như vậy sẽ buộc Từ Thụ Tranh phải từ bỏ kế hoạch của mình. Từ Thụ Tranh đến Khố Luân (Urga) vào tháng 10 cùng một đạo quân. Ông ta thông báo cho Trần Nghị rằng 64 Điểm cần phải được thương lượng lại dựa trên một bộ đề xuất mới là "Tám Điều" của ông ta, trong đó đòi hỏi gia tăng dân số và phát triển kinh tế. Từ Thụ Tranh trình các điều cho Bogd Khaan cùng một lời đe dọa rằng việc từ chối phê chuẩn chúng sẽ dẫn đến việc bị trục xuất [đến Trung Quốc]. Bogd Khaan trình các điều lên Quốc hội Mông Cổ, thượng viện chấp thuận còn hạ viện thì bác bỏ; một số thành viên của hạ viện thậm chí còn đe dọa trục xuất Từ Thụ Tranh bằng vũ lực, hầu hết các lạt ma cũng chống lại kế hoạch của Từ Trụ Tranh. Tuy nhiên, thượng viện lại một lần nữa thắng thế. Ngày 17 tháng 11 năm 1919, Từ Thụ Tranh chấp thuận một kiến nghị- với chữ ký của các bộ trưởng và thứ trưởng song không có của Bogd Khaan—về việc bãi bỏ quyền tự trị.
Từ Thụ Tranh trở về Bắc Kinh, tại đây ông ta nhận được sự hoan nghênh dành cho anh hùng do Hoản hệ sắp xếp. Đến tháng 12, ông trở lại Khố Luân để tổ chức một lễ chính thức chuyển giao quyền lực. Người Mông Cổ được yêu cầu phủ phục nhiều lần trước các biểu tượng thể hiện chủ quyền Trung Quốc. Đêm hôm đó, một số mục dân và lạt ma tập hợp ngoài cung điện và giật những quốc kỳ Trung Quốc treo ở cửa cung xuống.

## Kháng cự

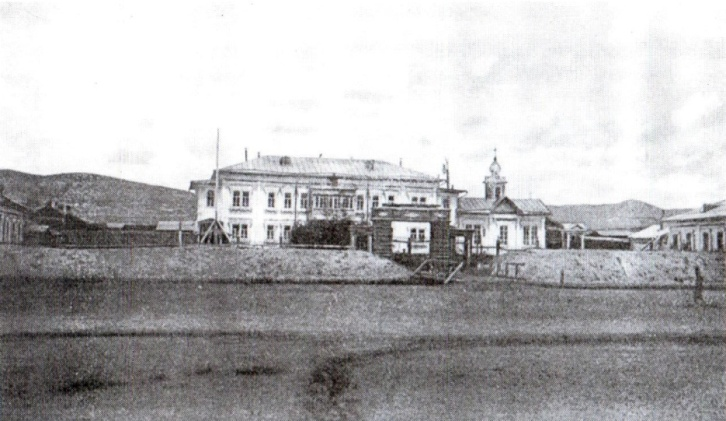
Lãnh sự quán Nga tại Niislel Hüree.

Từ năm 1919 đến đầu năm 1920, một vài người Mông Cổ hình thành các nhóm mà sau được gọi là "Đồi lãnh sự quán" (Konsulyn denj) và Đông Urga (Züün khüree). Sự kiện này bắt đầu hành động kháng cự Từ Thụ Tranh và việc bãi bỏ quyền tự trị.
Nhóm đầu tiên tồn tại chủ yếu là nhờ Dogsomyn Bodoo, một lạt ma có học thức cao từng làm việc tại Lãnh sự quán Nga tại Urga trong thời kỳ Bogd Khaan. Chung một yurt với Bodoo là Khorloogiin Choibalsan, người mà về sau được gọi là "Stalin của Mông Cổ". Một người thợ xếp chữ Nga-Mông, đồng thời là thành viên ngần của Bolshevik tại Urga tên là Mikhail Kucherenko thỉnh thoảng đến chỗ Bodoo và Choibalsan; trao đổi về cách mạng Nga và chính cục tại Mông Cổ. Theo thời gian, có thêm những người Mông Cổ khác gia nhập cùng Bodoo và Choibalsan để thảo luận về việc bãi bỏ quyền tự trị và thất bại của các thân vương Mông Cổ và lạt ma cao cấp trong việc kháng nghị hiệu quả với Trung Quốc.
Các nhà lãnh đạo của nhóm Urga gồm có một quan chức của Bộ Tài chính tên là Soliin Danzan, và một quan chức của Bộ Quân đội tên là Dansrabilegiin Dogsom. Một thành viên khác của nhóm là một quân nhân trong quân đội Mông Cổ tên là Damdin Sükhbaatar, nhân vật này sau được các sử gia Cộng sản tôn vinh là "Lenin của Mông Cổ". Sự khởi đầu của nhóm Đông Urga có thể truy nguyên từ giữa tháng 11 năm 1919, khi một số thành viên có tính chiến đầu hơn trong hạ viện của Quốc hội Mông Cổ, gồm Danzan và Dogson, tụ họp bí mật vào đêm đầu tiên sau khi Từ Thụ Tranh bãi bỏ quyền tự trị, và quyết tâm kháng cự người Trung Quốc. Họ hai lần tiếp cận Bogd Khaan để giành được sự ủng hộ của ông ta dành cho kháng cự vũ trang; song Khaan đều khuyên kiên nhẫn. Nhóm lập kế hoạch chiếm kho vũ khí của quân đội Mông Cổ và ám sát Từ Thụ Tranh; tuy nhiên, việc sắp xếp các vệ binh Trung Quốc tại kho vũ khí và thay đổi hành trình của Từ Thụ Tranh đã cản trở các kế hoạch.

## Thành lập Đảng Nhân dân Mông Cổ
Những kiều dân Nga tại Urga bầu nên một "Duma đô thị" cách mạng, đứng đầu là các cảm tình viên Bolshevik, đến đầu tháng 3 năm 1920, Duma phái một thành viên của họ là I. Sorokovikov đến Irkutsk. Họ quyết định nhân vật này nên đồng thời báo cáo về những người Mông Cổ, và Sorokovikov họp với các đại diện của hai nhóm. Khi trở về Urga vào tháng 6, ông ta lại gặp lại đại diện của hai nhóm, hứa hẹn rằng chính phủ Xô viết sẽ cung cấp "hỗ trợ mọi mặt" cho "những người lao động" Mông Cổ. Sorokovikov mời hai nhóm phái đại biểu đến Nga để đàm phán thêm.
Hai nhóm nay trở nên hào hứng, song họ duy trì một khoảng cách thận trọng với nhau, có lẽ do nghị trình khác biệt—nhóm Đồi lãnh sự quán tán thành một chương trình xã hội cấp tiến hơn còn nhóm Đông Urga có mục tiêu mang tính dân tộc hơn—và do đó ít có hợp tác giữa hai nhóm. Lời mời của Xô viết thay đổi điều này, hai nhóm tụ họp vào ngày 25 tháng 6, và thành lập "Đảng Nhân dân Mông Cổ", và đồng ý phái Danzan và Choibalsan với vị thế là đại biểu đến Nga.
Danzan và Choibalsan đến Verkhneudinsk, thủ đô của nước Cộng hòa Viễn Đông thân Xô, vào đầu tháng 7. Họ họp với người tạm quyền đứng đầu chính phủ là Boris Shumyatsky, Shumyatsky biết ít về họ, và trong ba tuần né tránh các yêu cầu của họ về một quyết định nhanh chóng của Xô viết rằng có hay không cung cấp hỗ trợ quân sự cho người Mông Cổ chống Trung Quốc. Cuối cùng, có lẽ theo đề nghị của Shumyatsky, họ gửi một điện tín đến các thành viên của Đảng Nhân dân Cách mạng tại Urga với thông điệp được mã hóa rằng cần phải có được một bức thư với dấu triện của Bogd Khaan để chính thức thỉnh cầu trợ giúp của Xô viết. Đảng Nhân dân Cách mạng có được một bức thư từ cung của Khaan' mặc dù gặp khó khăn. năm thành viên của Đảng là D. Losol, Dambyn Chagdarjav, Dogsom, L. Dendev, và Sükhbaatar đem chúng đến Verkhneudinsk. Khi bảy người họp với Shumyatsky, ông ta nói với họ rằng mình không có quyền thực hiện một quyết định theo yêu cầu của họ; họ cần đi đến Irkutsk.
Khi đến Irkutsk vào tháng 8, những người Mông Cổ họp với người đứng đầu của tổ chức mà về sau được tái tổ chức thành Ban thư ký Viễn Đông của Quốc tế Cộng sản, và giải thích rằng họ cần hướng dẫn quân sự, súng trường, súng thần công, súng máy và tiền bạc. Họ được cho biết rằng cần phải soạn một thư mới, lần này nhân danh Đảng thay vì Bogd Khaan, trong đó nêu các mục tiêu và thỉnh cầu của họ. Một kiến nghị như vậy sẽ được xem xét bởi Ủy ban Cách mạng Siberi tại Omsk.
Người Mông Cổ chia thành ba nhóm: Danzan, Losol, và Dendev dời đến Omsk; Bodoo và Dogsom trở về Urga nhằm phát triển thành viên của đảng và hình thành một quân đội; Sükhbaatar và Choibalsan đến Irkutsk nhằm tạo liên kết thông tin giữa những người khác. Trước khi phân tách, nhóm soạn thảo lời thỉnh cầu mới với một thông điệp mang tính cách mạng hơn: quý tộc Mông Cổ sẽ bị tước bỏ quyền lực thế tập, thay thế bằng một chính phủ dân chủ do Bogd Khaan đứng đầu với vị thế là một quân chủ hạn chế. Văn kiện cũng bao gồm một thỉnh cầu viện trợ quân sự ngay lập tức.

Những nhà cách mạng Mông Cổ
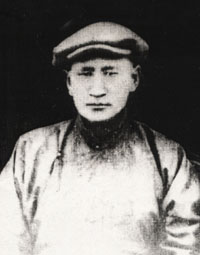
Dogsomyn Bodoo
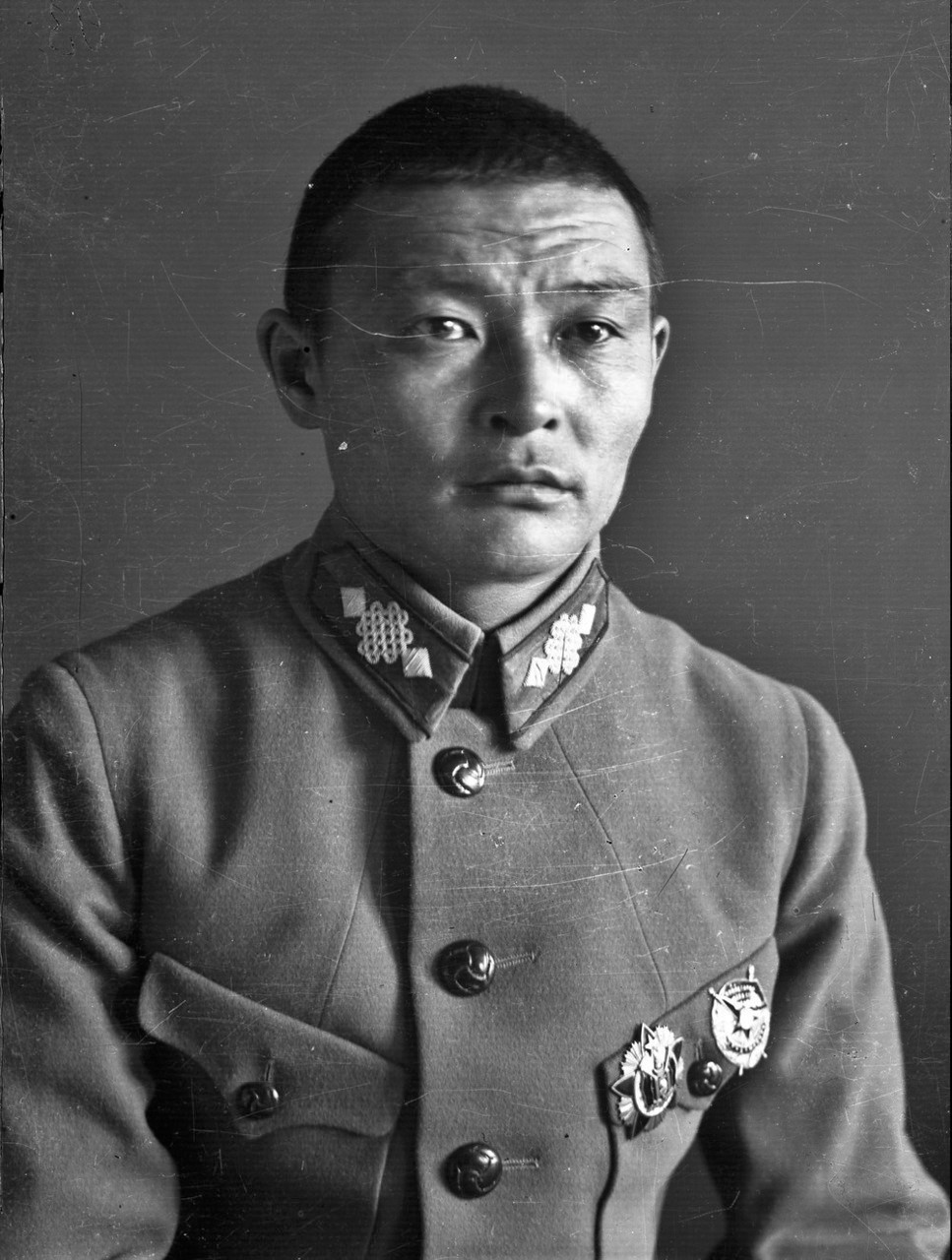
Khorloogiin Choibalsan
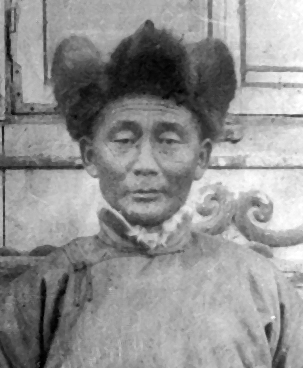
Soliin Danzan
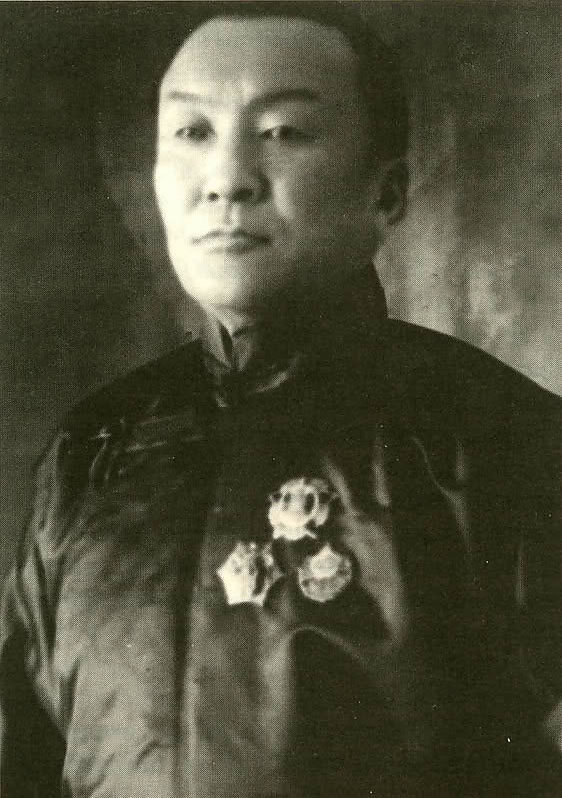
Dansranbilegiin Dogsom
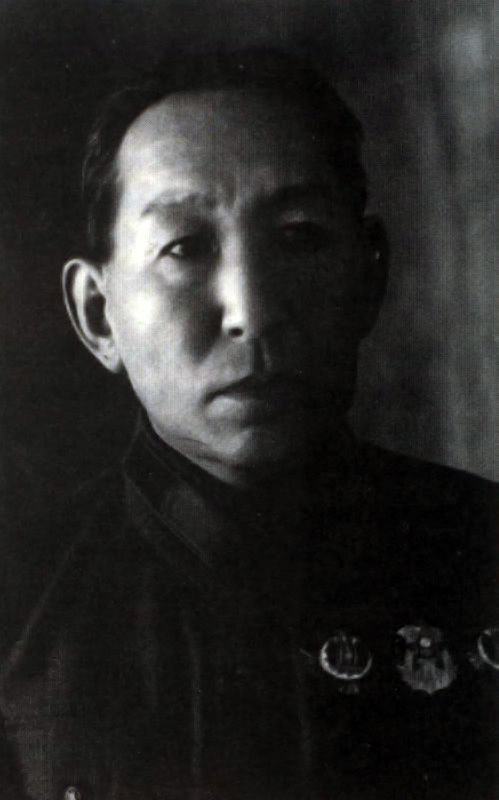
Darizavyn Losol
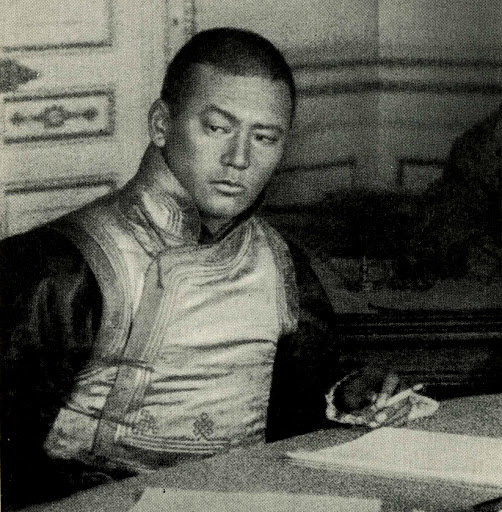
Damdin Sükhbaatar

## Bạch vệ xâm chiếm

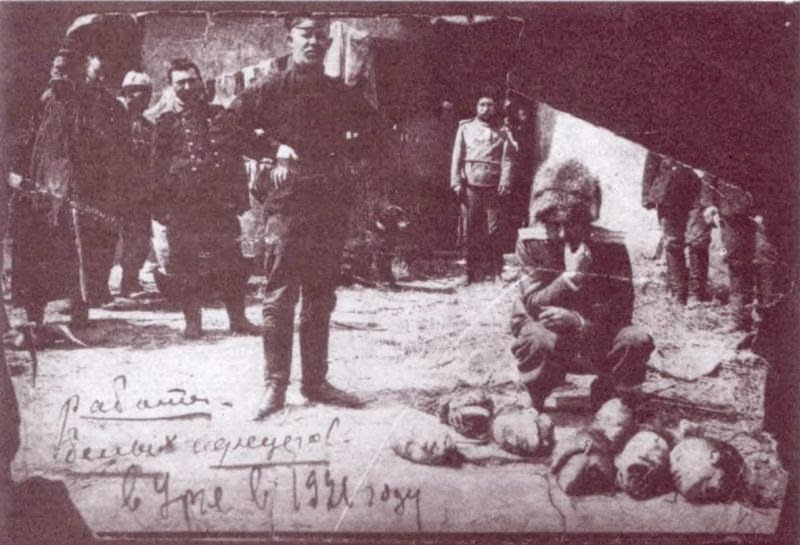
Những người đàn ông của Roman von Ungern-Sternberg đã ở bên cạnh người đứng đầu của người Trung Quốc đã chết, 1921

Sau một vài cuộc họp với những nhà đương cục Xô viết tại Omsk, phái đoàn Mông Cổ được cho biết rằng một vấn đề quan trọng như vậy chỉ có thể được quyết định tại Moskva. Danzan cùng những đồng bào của ông đi đến Moskva vào khoảng giữa tháng 9. Trong hơn một tháng, họ họp mặt thường xuyên song không chắc chắn với các quan chức Xô viết và Quốc tế cộng sản.
Tuy nhiên, một cuộc xâm chiếm Mông Cổ của lực lượng Bạch vệ dưới quyền Roman von Ungern-Sternberg buộc chính phủ Xô viết phải hành động. Từ cuối tháng 10 đến đầu tháng 11 năm 1920, khoảng 1.000 quân nhân dưới quyền chỉ huy của Ungern-Sternberg tiến hành bao vây quân đồn trú Trung Quốc tại Urga với quân số khoảng 7.000. Vào ngày 10 hoặc 11 tháng 11, ba người Mông Cổ hối hả triệu tập một cuộc họp với nhà đương cục Xô viết. Họ được cho biết rằng Đảng Nhân dân sẽ được cung cấp toàn bộ vũ khí cần thiết, song họ cần phải nhanh chóng trở về Mông Cổ, tăng số thành viên của Đảng và kiến thiết một quân đội. Đồng thời, Moskva lệnh cho Quân đoàn số 5 Hồng quân vượt qua biên giới Mông Cổ và tiêu diệt quân của Ungern-Sternberg.
Tuy nhiên, đơn vị đồn trú của Trung Quốc tại Urga đẩy lùi thành công cuộc tiến công của Roman von Ungern-Sternberg, điều này làm thay đổi chiến lược của Liên Xô. Quân đội của Cộng hòa Viễn Đông đã kiệt sức, chỉ còn Quân đoàn 5 của Hồng quân dời đến mặt trận phía đông, và đến cuối năm 1920 nhiều đơn vị tinh nhuệ hơn của quân đoàn đã giải ngũ, hoặc được phái đến phía tây để giao chiến với Ba Lan, hoặc được phân công lao động để phục hồi kinh tế Siberi. Do đó, khi Trung Quốc đẩy lui quân của Roman von Ungern-Sternberg, những người Xô viết vào ngày 28 tháng 11 quyết định rút lại lệnh xâm nhập.
Tuy nhiên, Roman von Ungern-Sternberg phát động một cuộc tiến công thứ nhì vào đầu tháng 2 năm 1921, lần này kết quả là thắng lợi. Các binh sĩ và thường dân Trung Quốc trốn khỏi thành phố trong hoảng loạn. Với việc Urga thất thủ, chính quyền và các đơn vị đồn trú của Trung Quốc tại Uliastai và Khovd nhanh chóng chuyển đến Tân Cương. Roman von Ungern-Sternberg phục hồi vị thế quân chủ Mông Cổ cho Bogd Khaan, chính phủ của Bogd Khaan cũng được khôi phục trong một buổi lễ tổ chức vào ngày 22 tháng 2.

## Đảng Nhân dân Mông Cổ phát triển

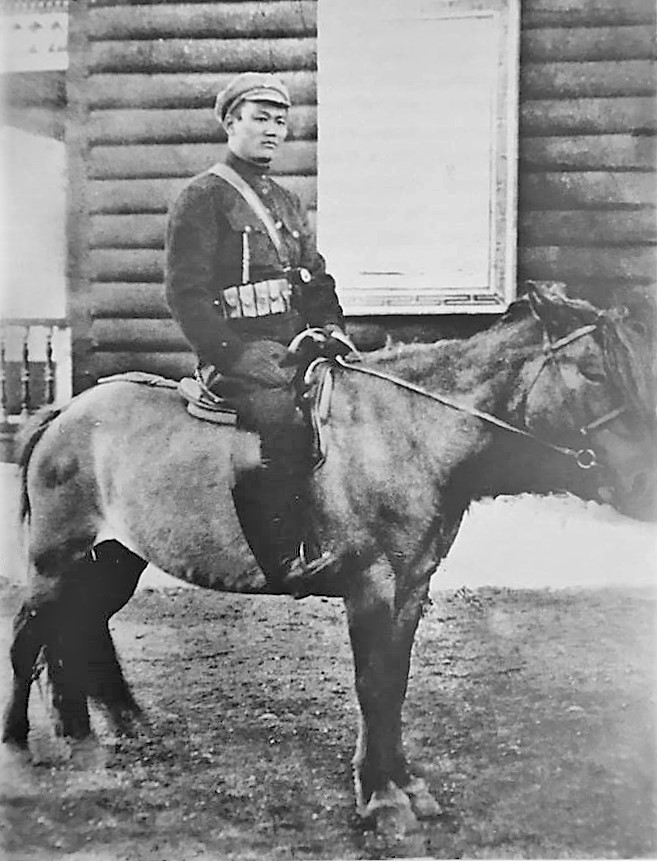
Damdin Sükhbaatar

Tin tức về việc Roman von Ungern-Sternberg chiếm Urga lại ảnh hưởng đến các kế hoạch của Xô viết. Một phiên họp toàn thể của Quốc tế cộng sản tại Irkutsk vào ngày 10 tháng 2 thông qua một nghị quyết chính thức nhằm hỗ trợ "cuộc đấu tranh của nhân dân Mông Cổ vì tự do và độc lập với tiền, súng, và huấn luyện quân sự". Với hỗ trợ của Xô viết, Đảng Nhân dân Mông Cổ nay là một địch thủ mạnh trong cuộc tranh giành quyền lực. Cho đến đương thời, Đảng Nhân dân Cách mạng vẫn chưa định hình và liên kết lỏng lẻo, họ cần phải tổ chức và định nghĩa tư tưởng tốt hơn. Một đại hội đảng được bí mật tổ chức vào ngày 1–3 tháng 3 tại Kyakhta, phiên họp đầu tiên có 17 cá nhân tham gia, và con số tại phiên họp thứ nhì là 26. Đảng Nhân dân Mông Cổ thông qua việc thành lập một quân đội dưới quyền chỉ huy của Sükhbaatar cùng hai cố vấn người Nga, bầu một ủy ban trung ương với chủ tịch là Danzan cùng một đại diện từ Quốc tế cộng sản, và thông qua một bản tuyên ngôn đảng do một người Buryat tên là Jamsrangiin Tseveen soạn thảo.
Ngày 13 tháng 3, một chính phủ lâm thời gồm 7 cá nhân được hình thành, sau đó người đứng đầu là Bodoo. Đến ngày 18 tháng 3, quân đội du kích Mông Cổ, nay có 400 người nhờ tuyển mộ và quân dịch, chiếm đơn vị đồn trú của Trung Quốc tại Mãi mại thành Kyakhta. Đảng Nhân dân nay có một sự tự tin mới, họ đưa ra một tuyên bố thành lập chính phủ, trục xuất người Hán, và hứa hẹn triệu tập một đại hội với "các đại diện của quần chúng" để bầu một chính phủ thường trực. Một chiến tranh tuyên truyền giữa chính phủ lâm thời và triều đình của Bogd Khaan diễn ra sau đó: Đảng Nhân dân Mông Cổ truyền bá tờ rơi tại biên giới phía bắc kêu gọi nhân dân cầm vũ khí chống Bạch vệ; chính phủ của Bogd Khaan thì cảnh báo tại khu vực rằng những người cách mạng này có ý định phá hoại quốc gia Mông Cổ và làm tan vỡ các nền tảng thực sự của đức tin Phật giáo.
Chính phủ Xô viết mới bị cộng đồng quốc tế cô lập, họ khao khát thiết lập quan hệ ngoại giao với Trung Quốc. Xô viết phái một đại biểu đến Bắc Kinh; chính phủ Trung Quốc đáp lại bằng phái đại diện đến Moskva. Có lẽ lý do chính khiến Xô viết do dự trong việc hỗ trợ người Mông Cổ quá công khai là lo sợ phương hại đến các cuộc đàm phán này. Tuy nhiên, đến đầu năm 1921, những hạn chế để Liên Xô công khai hỗ trợ cho người Mông Cổ kết thúc khi Trung Quốc đình chỉ các cuộc thương thảo với chính phủ Xô viết vào tháng 1 năm 1921; chính phủ Trung Quốc dường như không có khả năng đối phó với Roman von Ungern-Sternberg; và vào đầu tháng 3 họ đã từ chối viện trợ quân sự của Xô viết nhằm kháng cự Bạch vệ. Đó cũng là lúc người Nga cam kết kiên quyết hỗ trợ cách mạng Mông Cổ.
Biểu hiện vận chất của cam kết này là tăng cường số cố vấn và vũ khí Xô viết cho Đảng Nhân dân Mông Cổ trong tháng 3. Trong tháng 3 và 4, các đơn vị của Xô viết và Cộng hòa Viễn Đông chuyển đến Kyakhta, trong khi người Mông Cổ tăng gấp đôi số lượng binh sĩ du kích lên 800. Quân đội của Roman von Ungern-Sternberg tấn công Kyakhta vào đầu tháng 6, ông ta chạm trán với một số lượng binh sĩ Hồng quân lớn gấp vài lần số lượng của mình, và Bạch vệ bị đẩy lui với tổn thất nặng nề. Ngày 28 tháng 6, đại quân viễn chinh của Xô viết băng qua biên giới vào Mông Cổ, và đến ngày 6 tháng 7, các đơn vị Mông Cổ và Nga tiến vào Urga.
Những người cách mạng Mông Cổ lập tức hành động. Ngày 9 tháng 7, họ gửi một bức thư cho triều đình của Bogd Khaan, thông báo rằng quyền lực nay về tay nhân dân: "Rối loạn quyền lực hiện nay phần nhiều là do nhược điểm của các lãnh đạo [thế tập] do thực tế rằng các pháp luật và tình thế hiện hành không thuận theo dòng chảy phát triển lịch sử. Do đó, mọi thứ, ngoại trừ tôn giáo, sẽ là đối tượng cải biến dần." Ngày hôm sau, Ủy ban trung ương Đảng ban ra một nghị quyết tuyên bố thành lập một chính phủ mới dưới quyền Bodoo, với Jebtsundamba Khutuktu là một quân chủ hạn chế. Ngày 11 tháng 7, Jebtsundamba Khutuktu cử hành nghi lễ nhậm chức quân chủ của Mông Cổ.

## Hậu quả

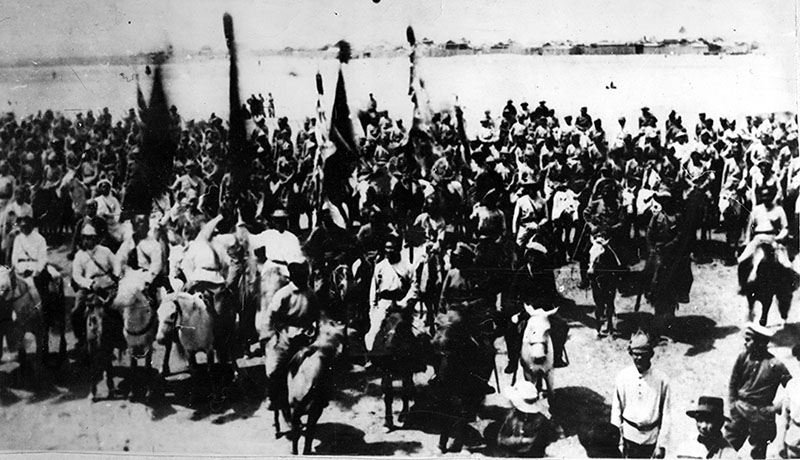
Ngày 8 tháng 7 năm 1921 Quân giải phóng nhân dân Mông Cổ tiến vào thủ đô.

Quân đội của Roman von Ungern-Sternberg's bị đánh bại và bắt đầu tan vỡ, ông ta bị các binh sĩ bỏ rơi và bị Hồng quân bắt giữ, rồi bị Xô viết hành quyết. Giao tranh sau đó chuyển sang miền tây Mông Cổ, và đến cuối năm 1921 thì Bạch vệ bị tiêu diệt hoặc bị trục xuất khỏi Mông Cổ.
Chính phủ Trung Quốc không phải là không quan tâm đến cuộc xâm chiếm của Roman von Ungern-Sternberg, họ bổ nhiệm Trương Tác Lâm làm chỉ huy một đạo quân viễn chinh nhằm đối phó. Tuy nhiên, việc Hồng quân chiếm đóng Urga vào tháng 7 và chính trị quân phiệt nội bộ của Trung Quốc buộc ông ta phải từ bỏ các kế hoạch của mình.
Trên mặt trận ngoại giao, Liên Xô đề nghị Trung Quốc triệu tập một hội nghị ba bên như vào năm 1914-15, để thảo luận về quan hệ của Mông Cổ với Trung Quốc. Tuy nhiên, chính phủ Trung Quốc được khuyến khích trước viễn cảnh đội viễn chinh của Trương Tác Lâm nên đáp lại rằng Mông Cổ là bộ phận của Trung Quốc, và do đó không thể là chủ đề của một cuộc đàm phán quốc tế. Phải đến năm 1924 thì một hiệp định Trung-Xô mới được ký kết, theo đó Liên Xô công nhận Mông Cổ là một bộ phận tổ thành của Trung Quốc, và đồng ý triệt thoái các binh sĩ của mình. Bất chấp hiệp ước này, việc Khutuktu từ trần trong cùng năm tạo một cơ hội để Đảng Nhân dân Mông Cổ phế trừ hoàn toàn cai trị thần quyền, và Đảng này tuyên bố thành lập nước Cộng hòa Nhân dân Mông Cổ. Năm 1945, chính phủ Quốc dân Trung Quốc công nhận chủ quyền hoàn toàn của nước Cộng hòa Nhân dân Mông Cổ, song rút lại công nhận này vài năm sau đó. Đến năm 2002, Trung Hoa Dân Quốc tại Đài Loan công nhận Mông Cổ độc lập.